# Улица господара Вучића (Београд)
| Улица господара Вучића | Улица господара Вучића                       |
| ---------------------- | -------------------------------------------- |
|                        |                                              |
| Општина                | Вождовац, Врачар, Звездара                   |
| Почетак                | Устаничка 11                                 |
| Крај                   | Булевар краља Александра код Цветкове пијаце |
| Дужина                 | 4000 m                                       |
| Ширина                 | 15 m                                         |
| Названа                | 1930.                                        |
| Стари називи           | Господарски пут 1920/1930.                   |
|                        |                                              |
|                        |                                              |

Улица господара Вучића се налази територији више општина. Почетак улице је у Устаничкој улици код броја 11, на територији општине Вождовац, дуж своје трасе пресеца Улицу Максима Горког, пролази кроз Пашино брдо, потом пресеца и Улицу Војислава Илића и завршава на раскрсници у Булевару краља Александра код Цветкове пијаце.

## Име улице
Улица је добила назив по Томи Вучићу Перишићу (Барич, 1787/8 - Београд, 1.VII 1859), једном од уставобранитеља  и једном од најутицајнијих и најбогатијих људи у Србији средином 19. века. 
После учешћа у Првом и Другом српском устанку, прошао је кроз сва звања у Милошевој и државној служби. Био је један од намесника Милошевом сину Милану, саветник кнеза Михаила, министар унутрашњих дела, војвода са титулом "превасходитељства", председник Савета.
Иако је у Милошеву корист угушио Ђакову буну (1825) и посредовао у Милетиној буни (1835), потукао је Милошеве присталице чиме је принудио на абдикацију Милоша 1839, a потом 1842. и Михаила, да би прогласио Карађорђевог сина Александра за кнеза.
Када се Милош вратио на чело државе, Тома Вучић је затворен, а имовина му је конфискована. Он је убрзо после тога умро, по свој прилици отрован.
Тома Вучић Перишић се веома сурово обрачунавао са противницима и немилосрдно гушио буне. Мада се представљао као бранитељ устава и закона, у пракси је био представник терора. Када се успротивио Милошу, као уставобранитељ сматран за "предводитеља народа", али је на крају од стране Народне скупштине је био проглашен на "народног злотвора".

## Улицом господара Вучића
У броју 89 налази се Црква св. Тројице, која је подигнута 1935. године због великог прилива становништва у Београд после Првог светског рата. Године 2018. започета је на истом месту изградња нове цркве, јер је стара црква била дотрајала.
У Улици господара Вучића налази се и Стадион ФК "Обилић", који је изграђен током 90. година 20. века.
У улици се налазило и неколико ткачких радњи које су чувале стари ткачки занат. У броју 59 се (пре Другог светског рата) налазио дом београдских Рома.

## Галерија
- Црква Свете Тројице (Пашино брдо)
- Ромска капела Теткице Бибије у улици господара Вучића 49
- Споменик палим борцима Ромима у балканском и оба светска рата. Налази се до капеле Теткице Бибије у Београду у улици господара Вучића 49. Споменик је подигнут 1920-их година, а касније је додата и спомен плоча палим борцима из Другог светског рата.[5][6]